# Marc Acito
Marc Acito (nacido el 11 de enero de 1966) es un dramaturgo, novelista y humorista estadounidense.

## Primeros años
Nacido en Bayonne, Nueva Jersey, Acito se crio en Westfield, Nueva Jersey, y se graduó en 1984 en Westfield High School.  Estudió en el programa de teatro musical BFA en la Universidad Carnegie Mellon, pero lo dejó antes de graduarse.  En 1990 recibió una licenciatura de Colorado College. En 2009, Colorado College le otorgó un doctorado honoris causa. 

## Carrera temprana
Acito inició su carrera como novelista y periodista. Su novela cómica How I Paid for College , ganó el premio Ken Kesey 2005 de los Oregon Book Awards a la mejor novela y fue votada como "Los diez mejores adolescentes por el libro favorito para jóvenes adultos" de 2005 de la Asociación Estadounidense de Bibliotecas.   En abril de 2008, Acito publicó El ataque de la gente del teatro , como secuela de Cómo pagué la universidad .
También es autor de la columna de humor "El evangelio según Marc", que se publicó durante cuatro años en diecinueve publicaciones gay.  Sus ensayos humorísticos han aparecido en muchas publicaciones, incluidas The New York Times (3 de abril de 2006) y la revista Portland Monthly (enero de 2007, febrero de 2007); así como en All Things Considered de NPR (junio de 2008 a febrero de 2010).

## Carrera teatral
En 2012, Acito ganó el premio Charles MacArthur a la mejor obra nueva por Birds of a Feather, una comedia inspirada en Roy y Silo, los pingüinos machos del mismo sexo en Central Park que criaron un polluelo.
Acito escribió el libreto del musical Allegiance, que ganó el Premio Craig Noel 2012 al Mejor Nuevo Musical después de batir récords en el Old Globe Theatre de San Diego. ALLEGIANCE - Un nuevo musical inspirado en una historia real se estrenó en Broadway en noviembre de 2015 y fue protagonizado por George Takei y Lea Salonga. 
En 2012, Acito también convirtió su novela Cómo pagué la universidad en un " monólogo de un solo hombre con canciones" que se estrenó en el Hub Theatre de Fairfax, VA.
En 2014, su adaptación musical de A Room With a View de EM Forster se presentó en Seattle en el 5th Avenue Theatre.  En 2015, Acito escribió la adaptación del concierto de Paint Your Wagon de Lerner & Loewe para Encores del New York City Center. 
El musical Dutch Master recibió una subvención de desarrollo de la Alianza Nacional para el Teatro Musical.  También está en proceso Chasing Rainbows, un musical basado en la primera infancia de Judy Garland, que se estrenó en diciembre de 2015 en Flat Rock Playhouse en Carolina del Norte. 

## Vida personal
Acito vive en la ciudad de Nueva York con su esposo Floyd Sklaver. 